# Hardtwald nördlich von Karlsruhe
Hardtwald nördlich von Karlsruhe este o arie protejată (sit de importanță comunitară — SCI, arie de protecție specială avifaunistică — SPA) din Germania întinsă pe o suprafață de 4.742,39 ha, integral pe uscat.

## Localizare
Centrul sitului Hardtwald nördlich von Karlsruhe este situat la coordonatele 49°05′12″N 8°26′36″E / 49.0867°N 8.4433°E.

## Înființare
Situl Hardtwald nördlich von Karlsruhe a fost declarat arie de protecție specială avifaunistică în noiembrie 2007 pentru a proteja 20 de specii de animale. Situl a fost protejat și ca sit de importanță comunitară în noiembrie 2007.

## Biodiversitate
Situată în ecoregiunea continentală, aria protejată nu include niciun habitat protejat.
La baza desemnării sitului se află mai multe specii protejate de  păsări (20): lăcar mare (Acrocephalus arundinaceus), pescăruș albastru (Alcedo atthis), rață-cu-cap-castaniu (Aythya ferina), caprimulg (Caprimulgus europaeus), erete de stuf (Circus aeruginosus), porumbel de scorbură (Columba oenas), ciocănitoarea de stejar (Dendrocopos medius), ciocănitoare neagră (Dryocopus martius), șoimul rândunelelor (Falco subbuteo), capîntortură (Jynx torquilla), sfrâncioc roșiatic (Lanius collurio), sfrâncioc mare (Lanius excubitor excubitor), ciocârlie de pădure (Lullula arborea), gaia roșie (Milvus milvus), ciocănitoare verzuie (Picus canus), Rallus aquaticus aquaticus, pițigoi-pungar (Remiz pendulinus), chiră de baltă (Sterna hirundo), pupăză (Upupa epops), nagâț (Vanellus vanellus).